# R4bia

R4bia-Emblem

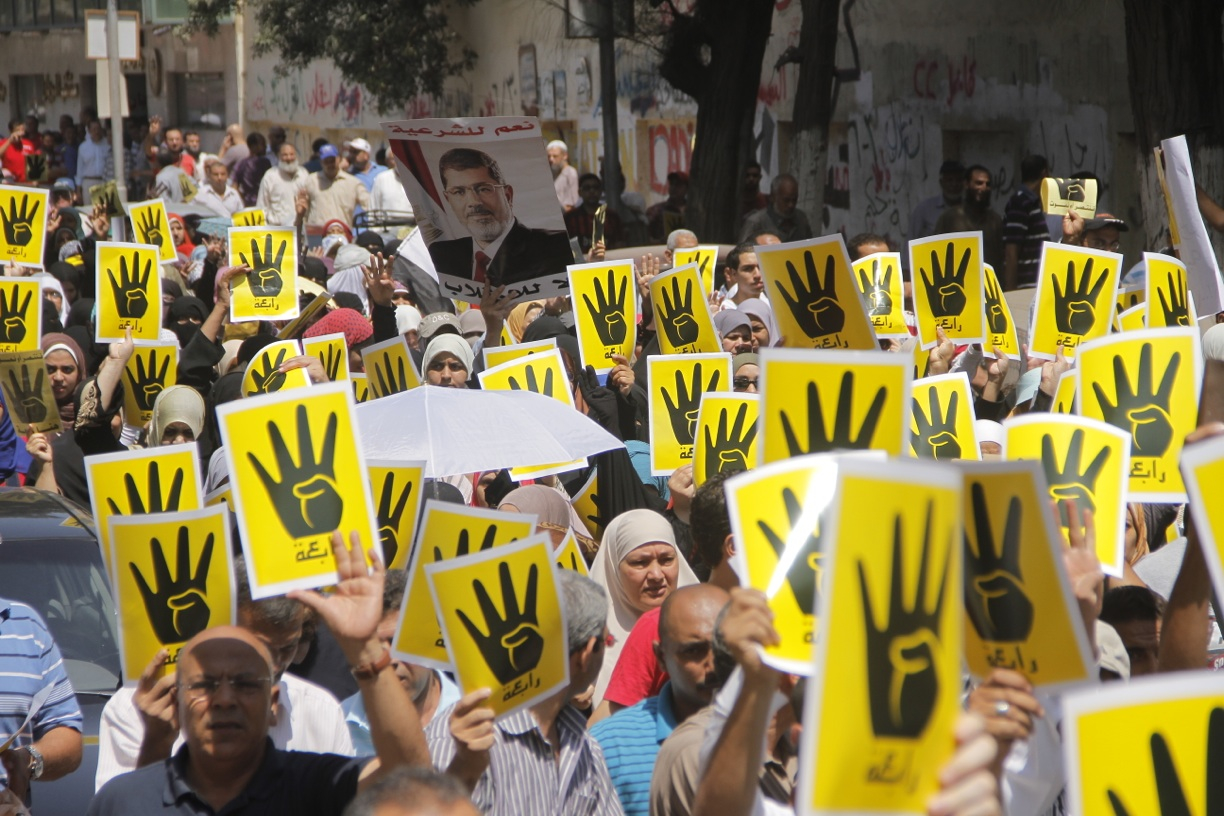
In Solidarität mit den Opfern der von den Sicherheitskräften gestürmten Protestlager verwenden Demonstranten in Kairo das R4bia-Zeichen (23. August 2013)

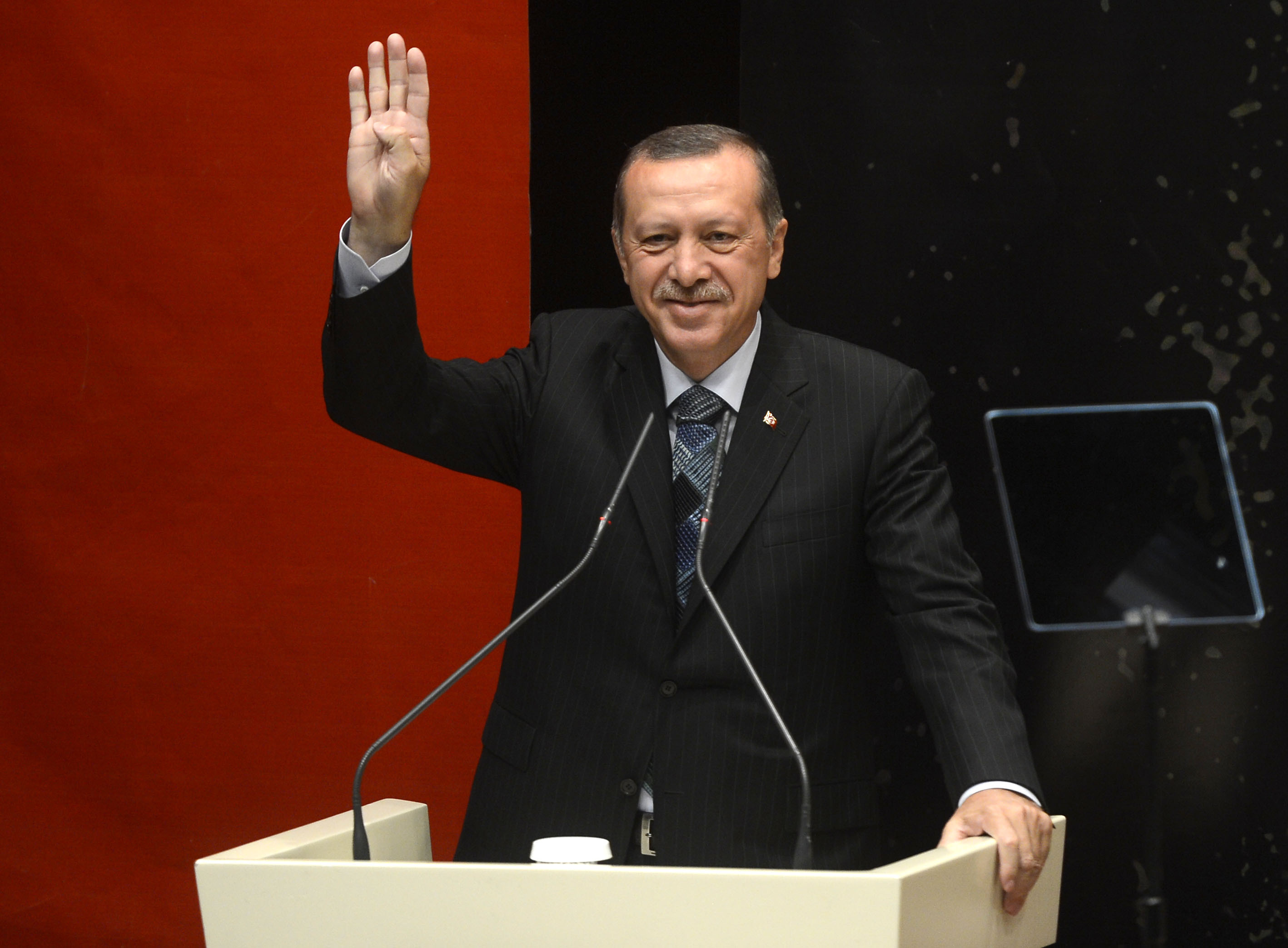
Türkischer Ministerpräsident Erdoğan mit dem R4bia-Zeichen

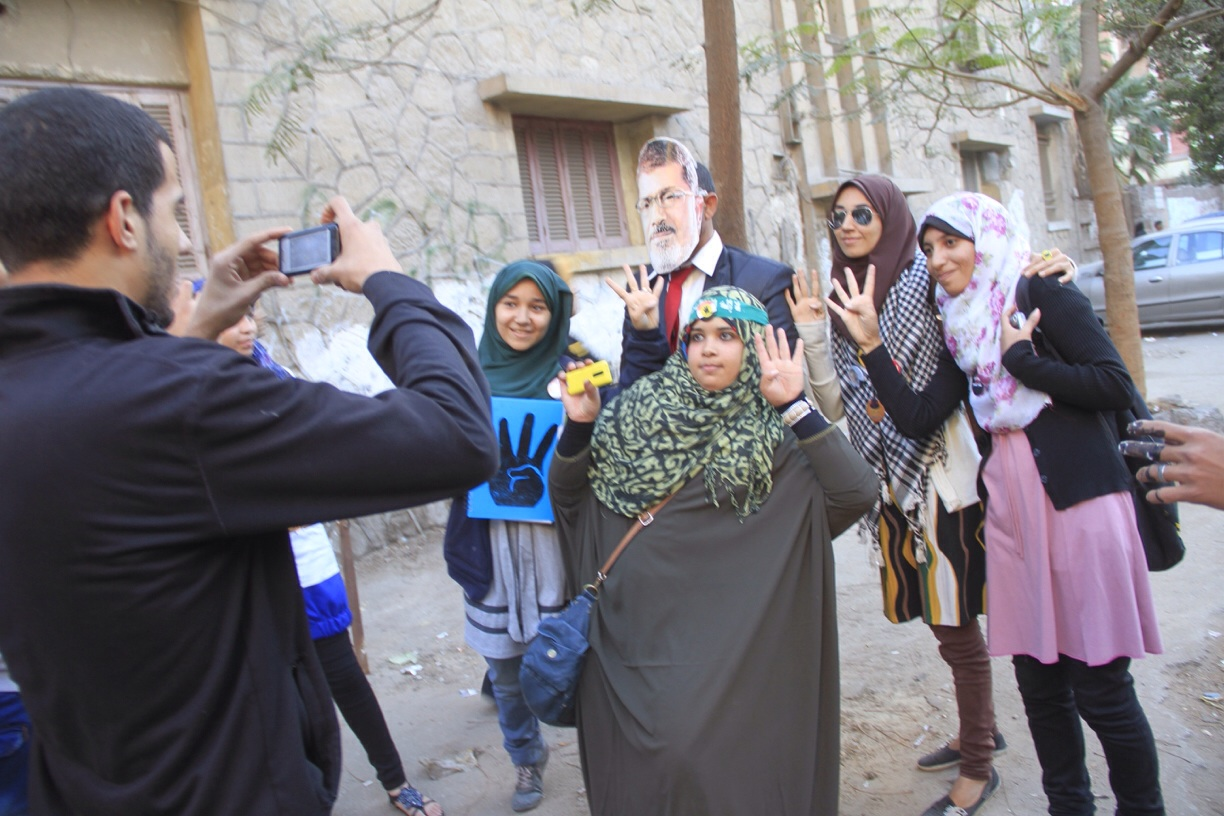
Demonstranten posieren in Kairo vor der Kamera mit R4bia-Gruß, -Plakat und Mursi-Maske (6. Dezember 2013)

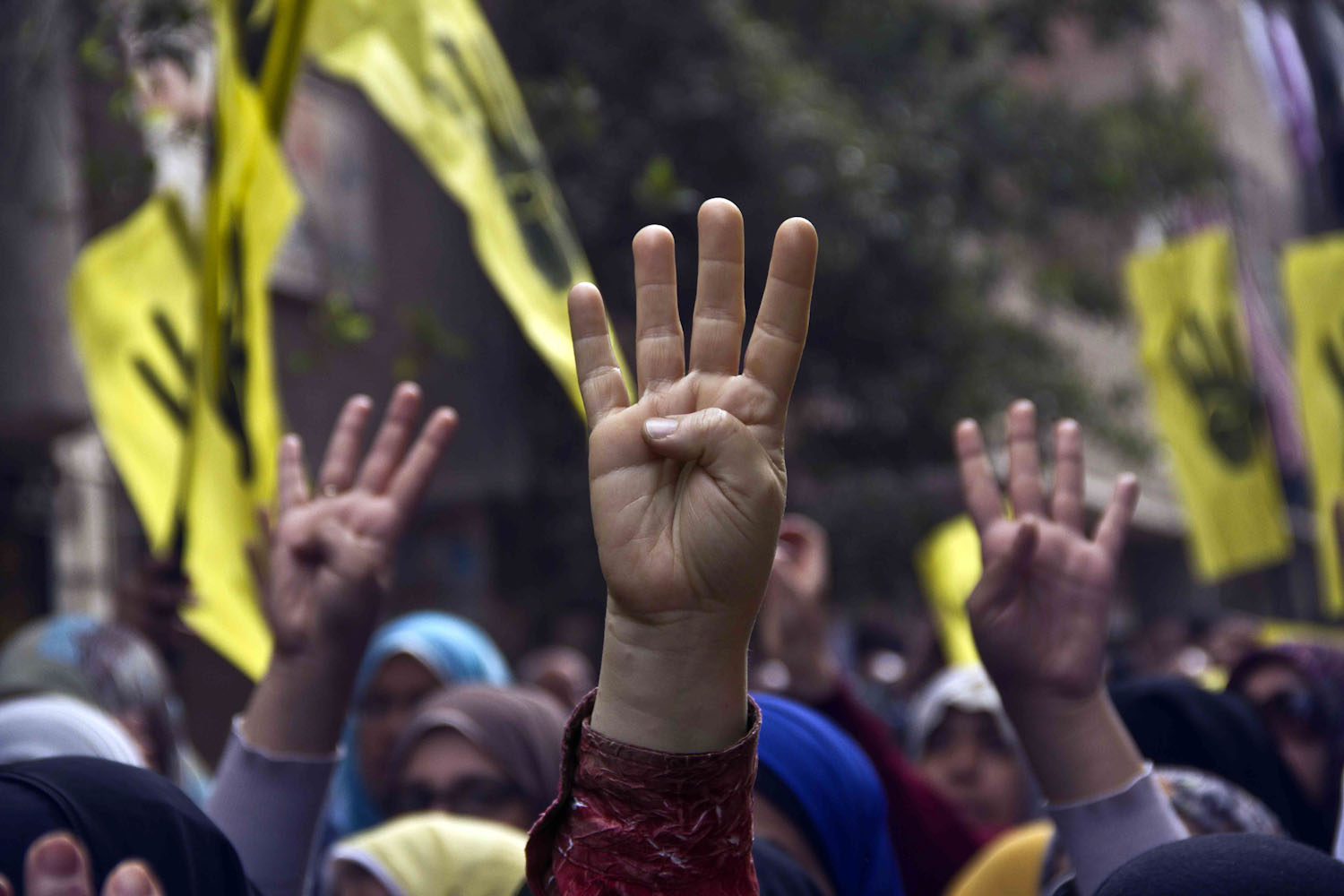
Anti-Putsch-Demonstranten präsentieren auf einem Protestmarsch das zu diesem Zeitpunkt bereits in Ägypten von der Militärregierung verbotene R4bia-Zeichen zum halbjährlichen Gedenken an das Blutbad vom 14. August 2013 (Maadi/Kairo, 14. Februar 2014)

R4bia (von arabisch رابعة, DMG Rābiʿa ‚vierte‘) ist ein Emblem, das zur Zeit der Staatskrise in Ägypten 2013 in vielen sozialen Netzwerken kursierte. Es zeigt eine schwarze Hand mit vier ausgestreckten Fingern und eingeklapptem Daumen, darunter der Schriftzug „R4bia“. Das Emblem ist zu einem Zeichen für die Protestbewegung in Ägypten und die Demonstrationen auf dem Rabaa-al-Adawiya-Platz gegen die Machtübernahme durch das Militär geworden. Dabei wird das „R4bia“-Emblem auch als Erinnerung an die Tötung Hunderter von Demonstranten durch ägyptische Sicherheitskräfte vor der Rabia-al-Adawija-Moschee vom 14. August verstanden, als die militärgestützte ägyptische Übergangsregierung mit einem „Massaker der Sicherheitskräfte an rund 1000 Pro-Mursi-Demonstranten“ in der größten der bis dahin drei Massentötungen seit dem Militärputsch des 3. Juli gegen den ägyptischen Staatspräsidenten Mohammed Mursi mit Waffengewalt die beiden Kairoer Protestlager am Rabia-al-Adawija-Platz und am Nahda-Platz auflösen ließ.

## Entstehung und Verbreitung
Die Herkunft oder Urheberschaft des Symbols ist unklar. Ursprung könnten aber die Ereignisse vom 14. August in Ägypten gewesen sein, wo (wenige Stunden vor der Stürmung der Protestlager) die Protestierenden vier Finger erhoben haben sollen, um ihren Forderungen Nachdruck zu verleihen.
Das Zeichen wird von internationalen Aktivisten verwendet, darunter auf einer in der Türkei veröffentlichten Website, auf die sich Al-Arabiya beruft.
Bekanntheit erlangte das Zeichen, als der türkische Ministerpräsident Recep Tayyip Erdoğan während einer Ansprache in Bursa die Protestler in Ägypten mit diesem Zeichen grüßte. Ebenfalls verwendete er das Zeichen nach dem Putschversuch im Juli 2016. Auch viele andere bekannte Personen solidarisieren sich mit der Bewegung, wie zum Beispiel der Kapitän der Fußballmannschaft Fenerbahçe Istanbul, Emre Belözoğlu, der beim Süper-Lig-Auftaktspiel bei Konyaspor nach einem Elfmeter-Tor das Rābiʿa-Zeichen entbot.
Der damalige Istanbuler Oberbürgermeister Kadir Topbaş kündigte 2013 im Rahmen einer Eröffnungszeremonie an, den Dörtyol-Platz im Istanbuler Bezirk Esenler in „Rabia-Platz“ umbenennen zu wollen. Dazu ist es jedoch nicht gekommen, der Platz heißt weiterhin offiziell Esenler Dörtyol bzw. Cumhuriyet Meydanı (Platz der Republik).
Der türkische Schauspieler und Sänger İbrahim Tatlıses hat auf seinem Twitter-Account ein Foto veröffentlicht, auf dem er das R4bia-Symbol zeigt.
Der ägyptische Fußballspieler Ahmed Abdel-Zaher wurde am 11. November 2013 von seinem Verein, al Ahly Kairo, wegen Vermischung von Sport und Politik gesperrt, da er das Handzeichen in einem Spiel am vorigen Tag verwendet hatte. Der ägyptische Sportminister Taher Abu Zeid äußerte in einer Stellungnahme, dass er erwarte, dass Abdel-Zaher von der Egyptian Football Association genauso gesperrt und mit einer Geldstrafe belegt werde, wie der ägyptische Wushu-Kämpfer Mohamed Yousuf Ramadan, der beim Empfang der Gold-Medaille bei den World Combat Games Ende Oktober in Sankt Petersburg ein T-Shirt mit dem R4bia-Symbol getragen hatte.

## Nationale und internationale politische Bedeutung und Verbot in Ägypten
Mit der offiziellen Einstufung der Muslimbruderschaft als Terrororganisation durch die militärgestützte Übergangsregierung Ägyptens am 25. Dezember 2013 wurde die Verwendung des R4bia-Zeichens in Ägypten entsprechend unter Strafe gestellt. Als Strafmaß für das Verwenden des R4bia-Zeichens in sozialen Medien wurden am 27. Dezember 2013 fünf Jahre Haft verkündet.
Cilja Harders, Leiterin der Arbeitsstelle Politik des Vorderen Orients an der Freien Universität Berlin, betont, dass das Zeichen „de facto als Solidaritätsbekundung für die Muslimbrüder verstanden wird, in Ägypten zumindest. Politisch gesehen umfasst es aber nicht nur die Islamisten, sondern ist breiter einzuordnen.“ Der Islam- und Politikwissenschaftler Thorsten Gerald Schneiders hebt hervor: „Das Symbol kommt schon aus dem islamistischen Spektrum, ist aber kein dezidiertes Zeichen für islamischen Radikalismus. Es hat durchaus eine Bedeutungserweiterung erfahren hin zu Protest gegen Diktatur und Willkürherrschaft im Allgemeinen.“

## R4bia.com
Obwohl das Zeichen keinen klaren Hintergrund hat, wurde die Website r4bia.com von türkischen Aktivisten gestartet.
Die Seite r4biaplatform.com informiert über zahlreiche Mitgliedsorganisationen und Sponsoren der Bewegung. Darunter befinden sich neben der in Deutschland verbotenen IHH auch die Alperen Ocakları Eğitim, Kültür ve Dayanışma-Stiftung der islamistisch-nationalistischen Büyük Birlik Partisi oder die am Persischen Golf angesiedelte Al-Eslah Society, die zur Muslimbruderschaft gehört. Sponsoren sind unter anderem die Jamaat-e-Islami und die Zeitung Türkiye.
Jürgen Bock sprach Ende August 2013 für den Zeitungsverlag Waiblingen (ZVW) anlässlich einer für die Stuttgarter Innenstadt geplanten Demonstration „im Zusammenhang mit der internationalen R4bia-Bewegung, die“, so Bock, „sich gegen die Machtübernahme durch das ägyptische Militär wendet, aber auch israelfeindliche Ziele, die Vernichtung westlicher Werte und die Vereinigung aller muslimischen Staaten als Motive“ angebe, von einer „offiziellen Homepage der Bewegung“. Die Bewegung bediene sich des R4bia-Zeichens und werde vom Verfassungsschutz den Muslimbrüdern zugeordnet. Der Verfassungsschutz gebe an, dass die Bewegung als antizionistisch eingeschätzt werde, über sie jedoch nichts Weiteres bekannt sei, „weil es sich um ein noch sehr junges Phänomen handle“. Die von einer Einzelperson angemeldete Veranstaltung in Stuttgart wurde kritisiert, weil unter anderem die islamischen Gesellschaft Millî Görüş für sie warb. Die Deutsch-israelische Gesellschaft Stuttgart und Mittlerer Neckar richtete sich gegen die Genehmigung von öffentlichen Kundgebungen der R4bia-Bewegung in Stuttgart, die nach ihrer Meinung „ein übles antiisraelisches Feindbild“ pflege, weshalb zu befürchten sei, „dass es bei der Kundgebung auch zu antisemitischer Propaganda kommen könne“. Die Stadtverwaltung konnte dagegen keine Anzeichen für Konfliktpotenzial sehen und genehmigte die Demonstration.

Galerie (Anti-Putsch-Demonstration in Maadi/Kairo, 20. September 2013)
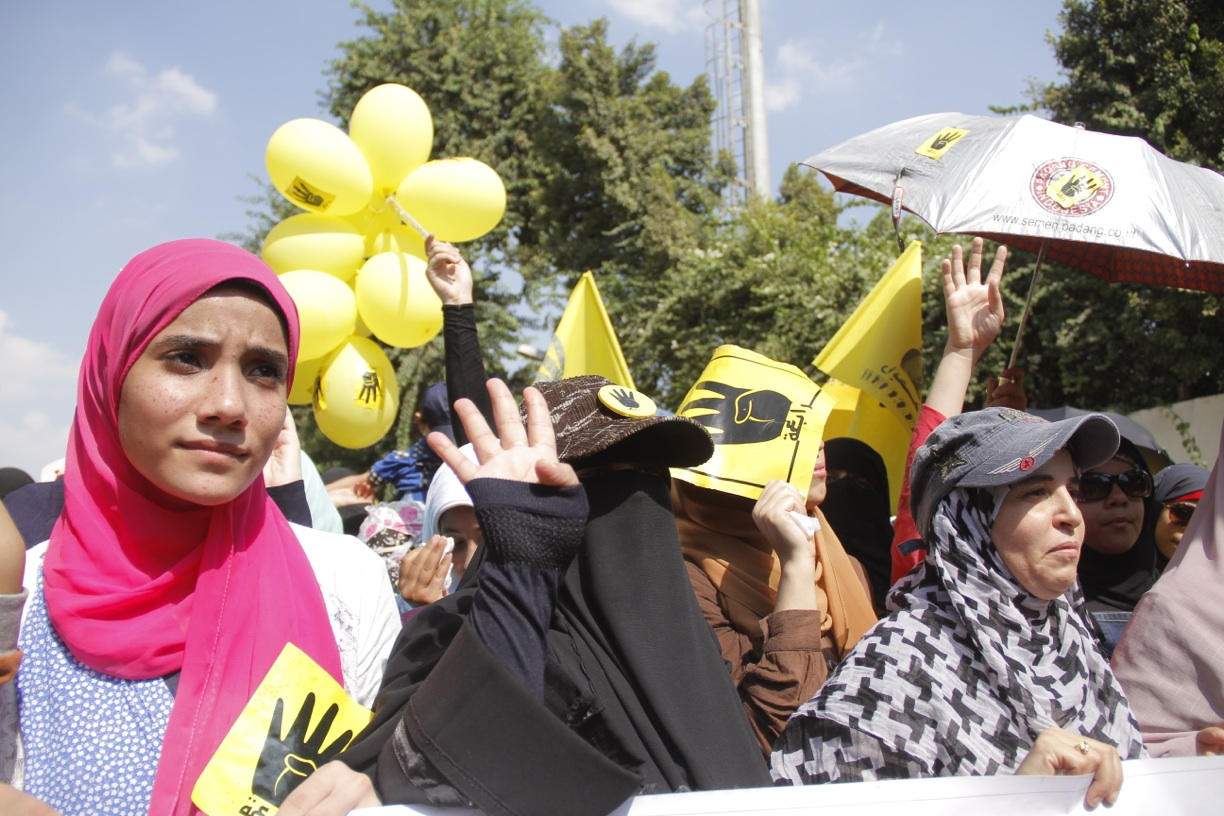
Das R4bia-Emblem auf Aufklebern, Buttons, Luftballons, …
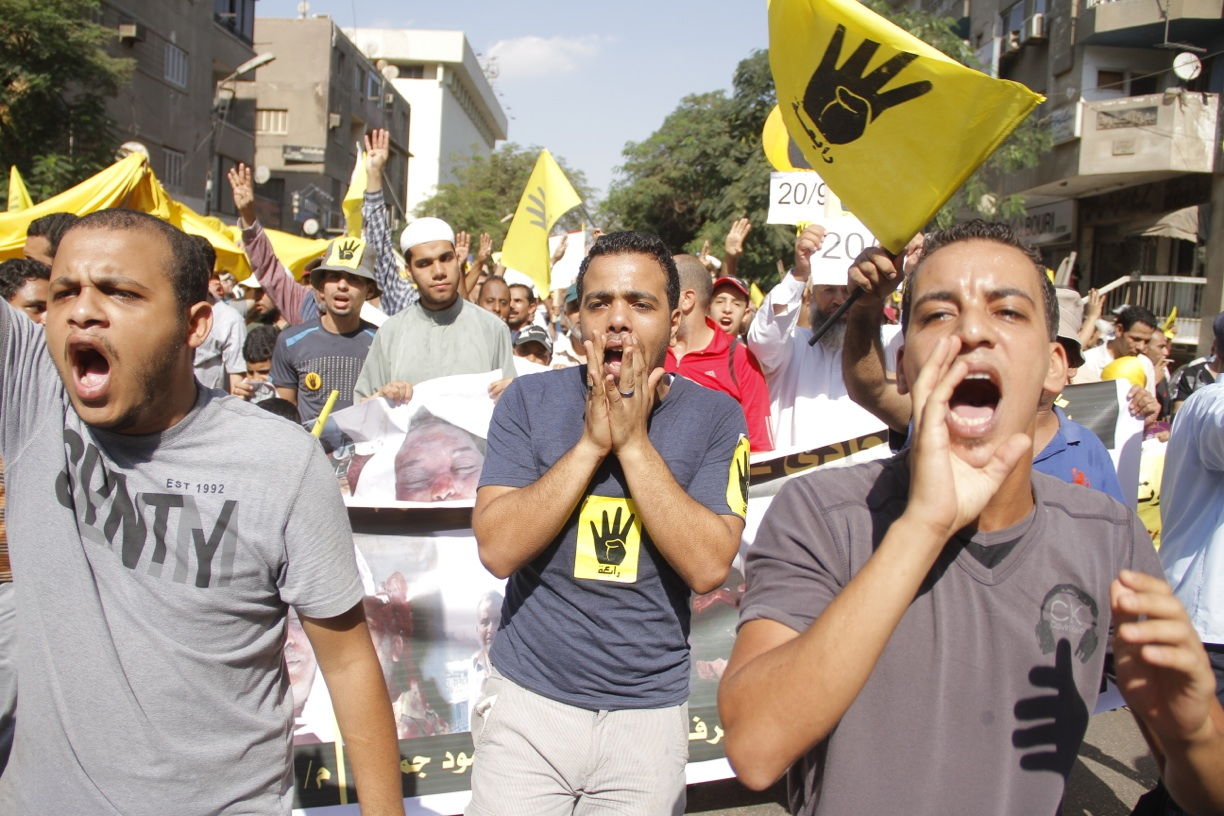
… Fähnchen, …
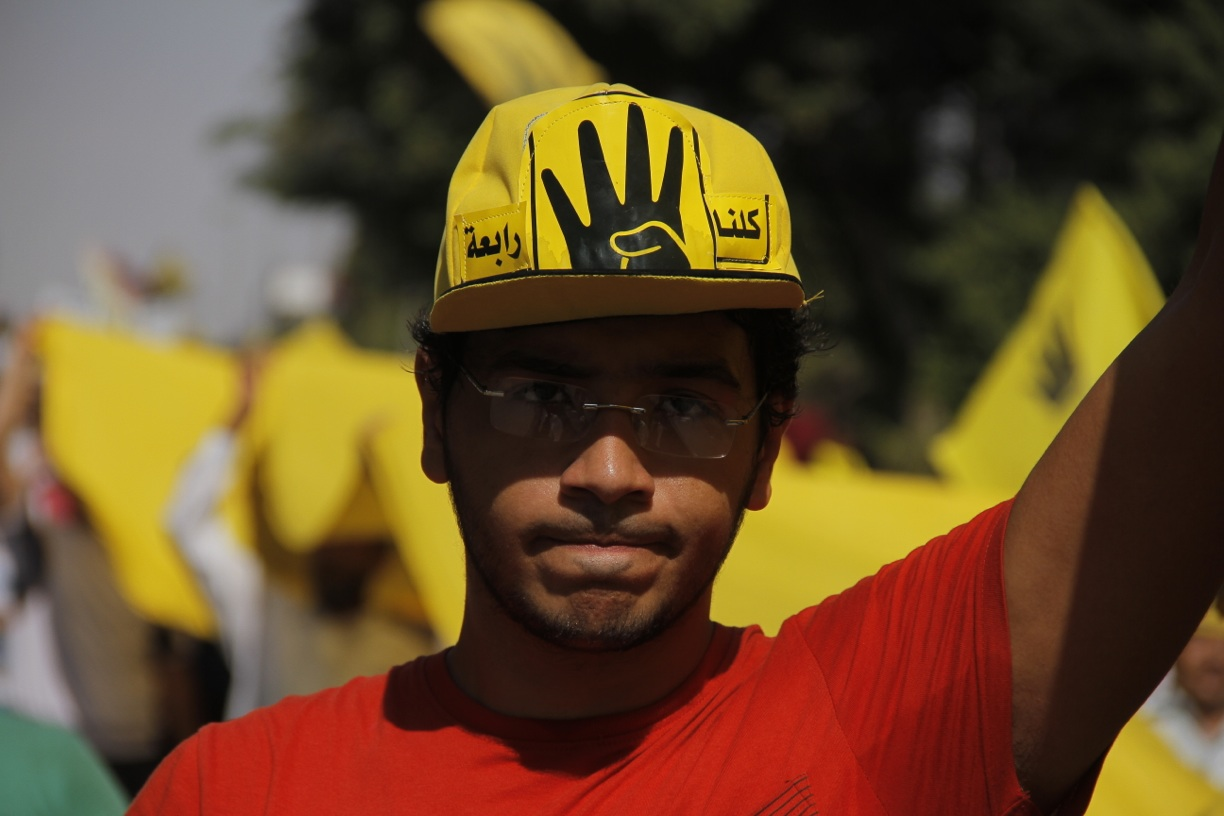
… Mützen, …
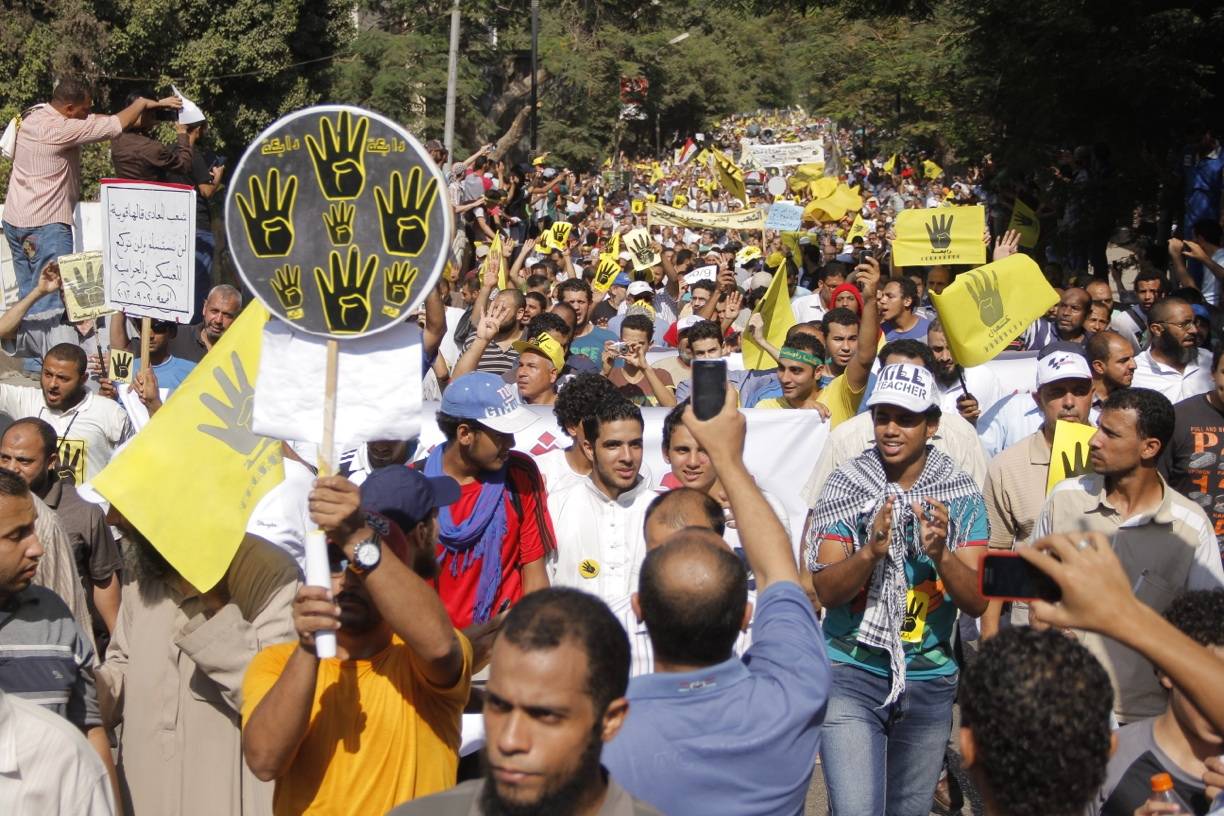
… Schildern, …
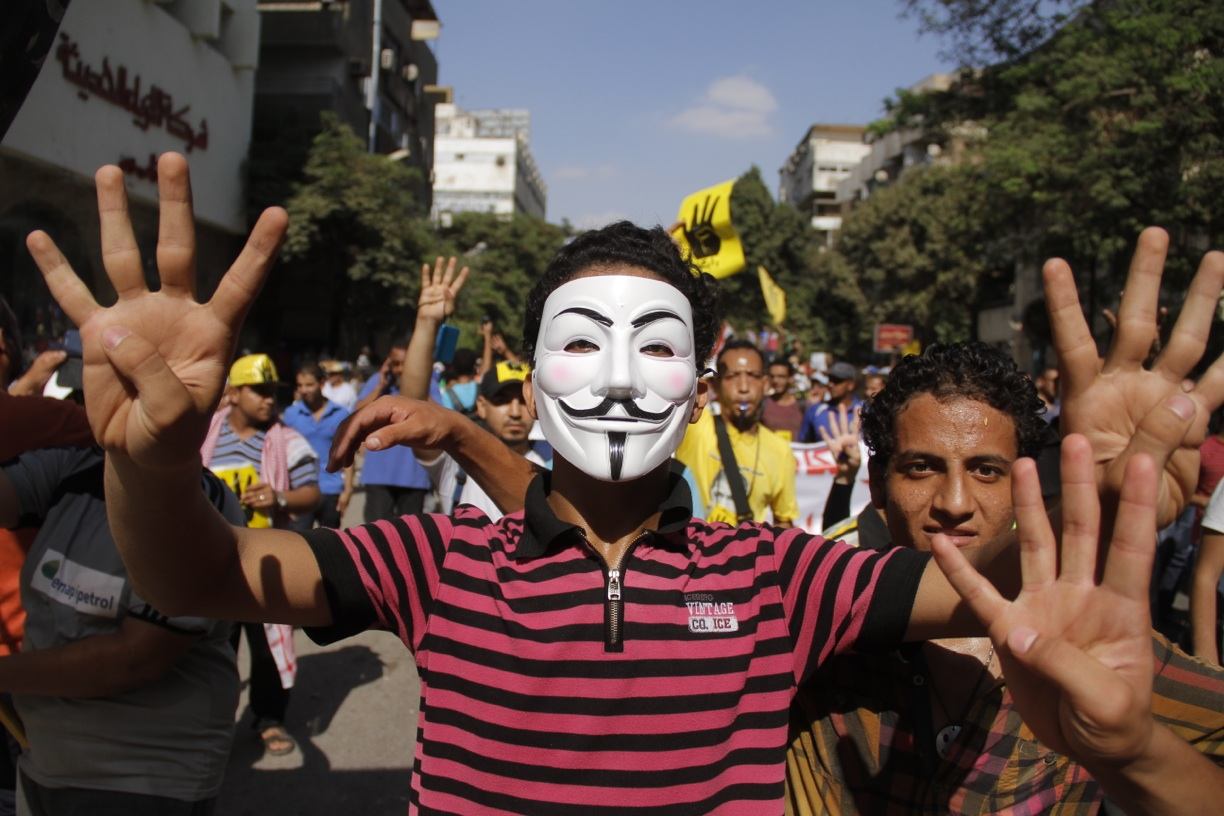
… oder als Handzeichen mit Guy-Fawkes-Maske.

Galerie (Anti-Putsch-Demonstration in Nasr-City/Kairo, 11. Oktober 2013)
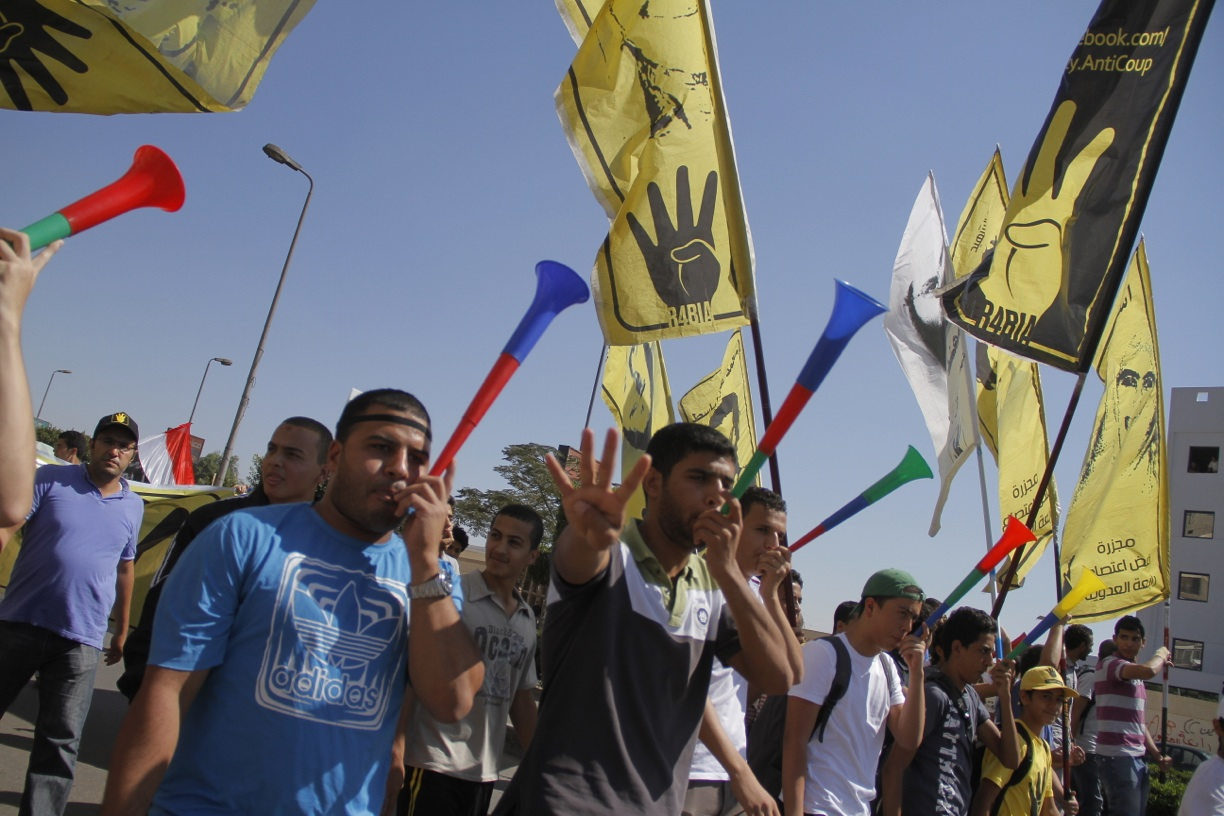
Das R4bia-Emblem mit Vuvuzela und auf T-Shirts, Flaggen,…
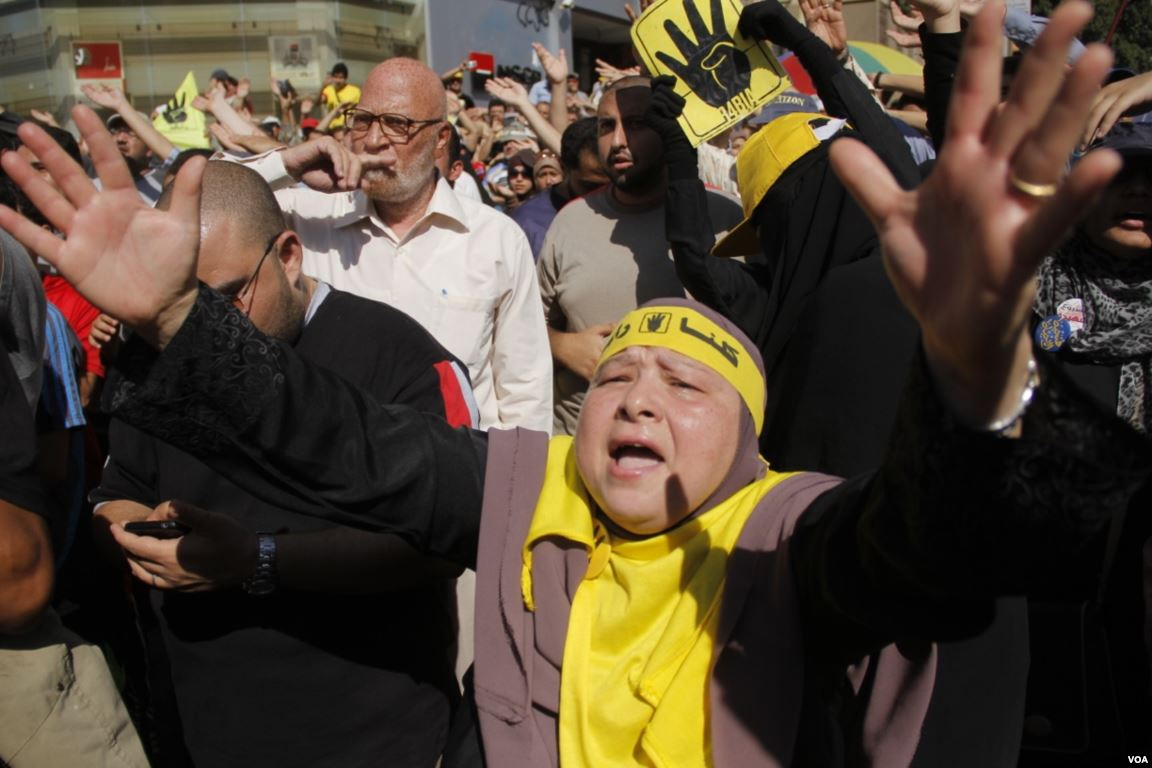
… Stirnbändern,…
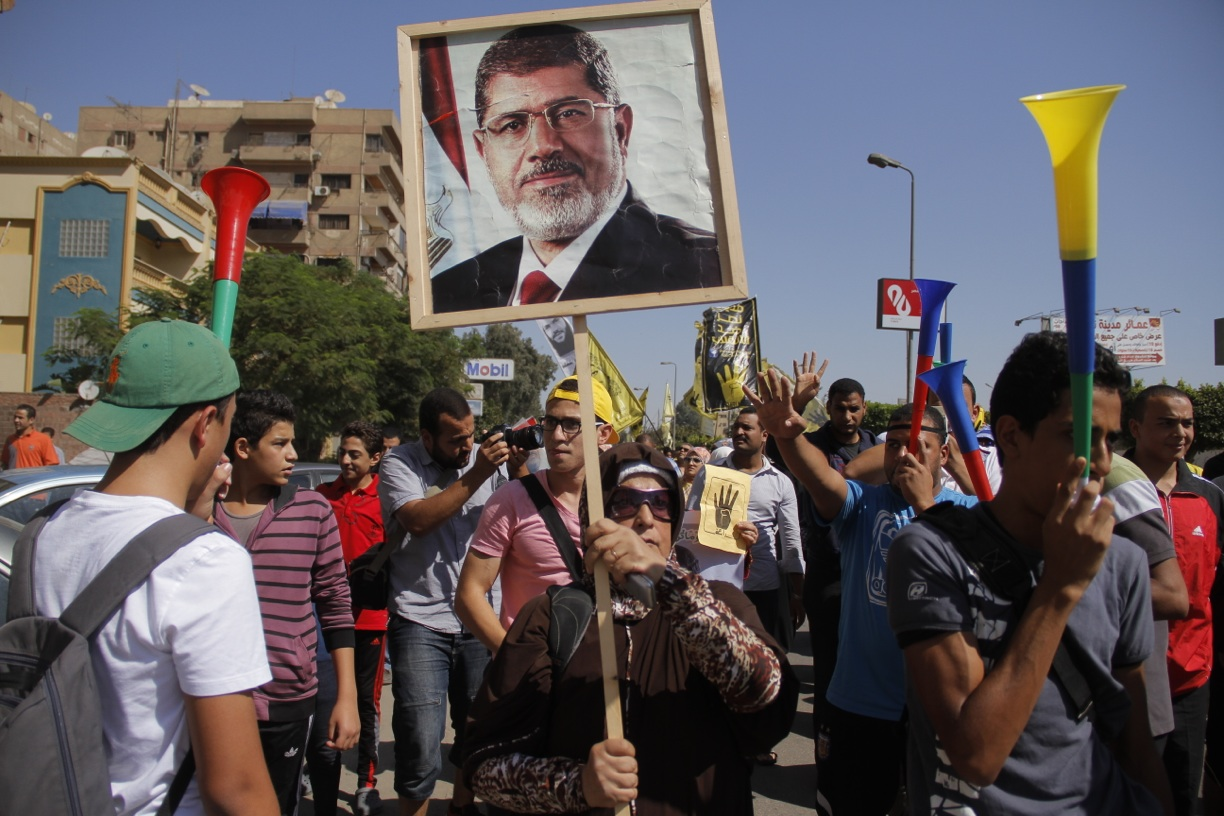
… und mit Mursi-Porträt.